# Şafāshahr
Şafāshahr (persiska: صفاشهر, Deh Bīd, ده بید) är en kommunhuvudort i Iran.   Den ligger i provinsen Fars, i den centrala delen av landet, 600 km söder om huvudstaden Teheran. Şafāshahr ligger 2 299 meter över havet och antalet invånare är 22 254.
Terrängen runt Şafāshahr är platt åt nordväst, men åt sydost är den kuperad. Runt Şafāshahr är det mycket glesbefolkat, med 7 invånare per kvadratkilometer. Det finns inga andra samhällen i närheten. Omgivningarna runt Şafāshahr är i huvudsak ett öppet busklandskap.